# Anaspis rayi
Anaspis rayi är en skalbaggsart som beskrevs av Hatch 1965. Anaspis rayi ingår i släktet Anaspis och familjen ristbaggar. Inga underarter finns listade i Catalogue of Life.